# Zhu Youyuan
 (novembre 2019).
Si vous disposez d'ouvrages ou d'articles de référence ou si vous connaissez des sites web de qualité traitant du thème abordé ici, merci de compléter l'article en donnant les références utiles à sa vérifiabilité et en les liant à la section « Notes et références ».
Le Prince Zhu Youyuan  (朱祐杬) était le quatrième fils de l'empereur Chenghua et père de l'empereur Jiajing. Prince Xian ( Chine : 獻 ) de Xing ( chinois : 興 ), son fief était proche de l'actuelle Zhongxiang, dans la province du Hubei. Sa femme et lui furent honorés de façon posthume lorsque leur fils devint empereur en 1521.

## Empereur à titre posthume
Zhu Youyuan est le frère de l'empereur Hongzhi (r. 1488-1506). Zhengde succède à son père Hongzhi et règne sur l'empire chinois de 1506 à 1522, mais meurt sans héritier. C'est alors que son oncle Zhu Youyuan voit Zhu Houcong, son fils, accéder au trône. Zhu Houcong choisit Jiajing pour nom de règne (r. 1522-1566). Jiajing, qui est le cousin du défunt empereur Zhengde, s'attache à affirmer sa légitimité. Pour cela, il attribue à son père le titre impérial de manière posthume. Ainsi, il fait comprendre que c'est la volonté du Ciel, et non la généalogie directe, qui a fait de lui un empereur.